# Melela
Der Melela ist ein Fluss in Mosambik.

## Verlauf
Der Fluss hat seine Quellen im Norden der Provinz Zambezia. Er fließt vornehmlich in südöstlicher Richtung. Der Malema mündet etwa 50 km nordöstlich von Pebane in die Straße von Mosambik. Seine Mündung ist dabei nicht eindeutig, da er sich kurz vor der Mündung aufteilt und über ein Netz von Ästuarien und Lagunen entwässert.

## Einzugsgebiet
Das Einzugsgebiet des Melela hat eine Fläche von 8200 km² und grenzt an die der Flüsse Molocue im Osten und Licungo und Raraga im Westen.